# Thorsten Libotte

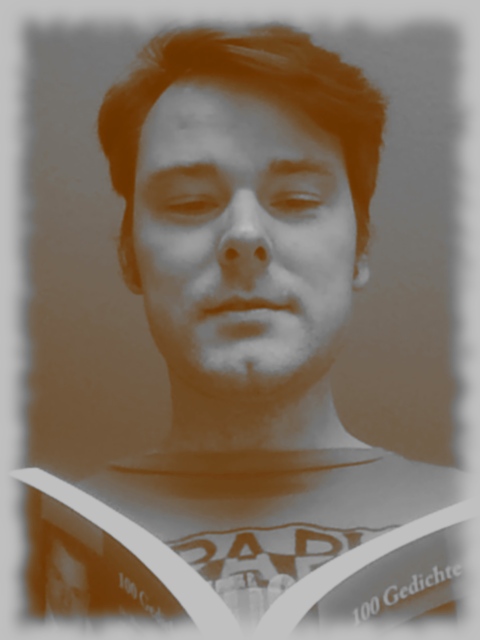
Thorsten Libotte, September 2014

Thorsten Libotte (* 20. Juli 1972 in Bonn) ist ein deutscher Schriftsteller, der vor allem Gedichte veröffentlicht.

## Leben und Werk
Thorsten Libotte wurde 1972 im nordrhein-westfälischen Bonn geboren. Nach seinem Abitur am Gymnasium am Petersberg und anschließendem Wehrdienst begann er im Herbst 1992 sein Biologiestudium an der Rheinischen Friedrich-Wilhelms-Universität Bonn. Im Frühjahr 2001 wechselte er an die Universität zu Köln, um als Promotionsstudent an der medizinischen Fakultät zu forschen, und erlangte im Sommer 2004 den akademischen Grad als Dr. rer. nat.
Neben Studium und normaler Berufstätigkeit entwickelte er sein Talent in der schreibenden Zunft. Seit Ende der 1990er Jahre ist er als Lyriker mit verschiedenen Publikationen in zahlreichen Lyrik-Anthologien vertreten, unter anderem im Martin Werhand Verlag in den Anthologien Junge Lyrik, Junge Lyrik II und Junge Lyrik III, sowie der Liebeslyrik-Anthologie Die Jahreszeiten der Liebe. Des Weiteren wurde seine Lyrik in der beim Reclam-Verlag von Stephan Koranyi betreuten Weihnachts-Klassiker Reihe Gedichte zur Weihnacht oder beim Thienemann Verlag in der von Ina Nefzer herausgegebenen Anthologie Gedanken wie Schmetterlinge publiziert.
Im März 2014 erschien sein erster eigener Gedichtband Quintessenz in der Reihe 100 Gedichte im Martin Werhand Verlag. Seine zweite Lyrikpublikation erschien noch im gleichen Jahr unter dem Namen Mitbürger im selben Verlag. Sein dritter Gedichtband mit dem Titel Zapping erschien im November 2015 in der Reihe 250 Gedichte im Werhand Verlag.
Thorsten Libotte ist Vater von zwei Kindern und lebt mit seiner Familie in Ruppichteroth.

## Bücher
- Quintessenz. 100 Gedichte. Martin Werhand Verlag, Melsbach 2014, ISBN 978-3-943910-00-1.
- Mitbürger. 100 Gedichte. Martin Werhand Verlag, Melsbach 2014, ISBN 978-3-943910-01-8.
- Zapping. 250 Gedichte. Martin Werhand Verlag, Melsbach 2015, ISBN 978-3-943910-02-5.

## Publikationen (Auswahl)
- Junge Lyrik – 50 Dichterinnen und Dichter. Anthologie, Martin Werhand Verlag, Melsbach 1999, ISBN 3-9806390-1-0.
- Junge Lyrik II – 50 Dichterinnen und Dichter. Anthologie, Martin Werhand Verlag, Melsbach 2000, ISBN 3-9806390-0-2.
- Junge Lyrik III – 50 Dichterinnen und Dichter. Anthologie, Martin Werhand Verlag, Melsbach 2002, ISBN 3-9806390-3-7. Auch zweite, überarbeitete Auflage.
- Die Jahreszeiten der Liebe. Anthologie, Martin Werhand Verlag, Melsbach 2006, ISBN 3-9806390-4-5.
- Gedichte zur Weihnacht. Anthologie, Reclam-Verlag, Ditzingen 2009, ISBN 978-3-15-010719-5.
- Gedanken wie Schmetterlinge. Anthologie, Thienemann Verlag, Stuttgart 2010, ISBN 978-3-522-50193-4.